# Kostel svaté Marie Magdaleny (Bełk)
Kostel svaté Marie Magdaleny (polsky: Kościół św. Marii Magdaleny) je dřevěný římskokatolický filiální kostel v obci Bełk v gmině Czerwionka-Leszczyny v okrese Rybnik ve Slezském vojvodství v Polsku. Náležel pod katolickou farnost svaté Maří Magdalény v Bełku nyní svatého Sarkandera děkanátu Dębieńsko arcidiecéze katovické. Kostel je zapsán ve vojvodském seznamu památek pod registračním číslem  558/66 z dne 5. února 1966 a je součástí Stezky dřevěné architektury ve Slezském vojvodství.

## Historie
Kostel byl postaven v polovině 18. století. Některé zdroje uvádějí roky 1745 nebo 1753. Kostel byl postaven místo původního kostela Všech svatých z období asi 16. století, který kolem roku 1745 vyhořel. Na stropním trámu v sakristii je vytesáno vročení 1753. Do roku 2007 byl farním kostelem. V roce 1997 byl v sousedství dřevěného kostela postaven nový zděný, který převzal funkci farního kostela svatého Sarkandera. V roce 2012 byla provedena rekonstrukce dřevěného kostela.

## Architektura

### Exteriér
Kostel je orientovaná jednolodní dřevěná roubená stavba postavená na kamenné podezdívce s trojbokým závěrem a v západní části se štenýřovou věží. Půdorys lodi se blíží čtverci, kněžiště je užší a nižší než loď. Ke kněžišti na severní straně se přimyká sakristie. Hlavní vchod vede předsíni u věže, podvěžím a pod kruchtou. Druhý vchod je přes předsíň z jihu lodi. Kostel má dvou hřebenovou sedlovou střechu krytou šindelem, nad závěrem je střecha valbová. Sakristie má střechu pultovou, předsíně jsou zastřešeny sedlovou střechou. Na východní části hřebenu lodi je sanktusník s lucernou a barokní cibulovou střechou. Věž na půdorysu čtverce se zužujícími stěnami je zakončena přesahujícím zvonovým patrem s barokní střechou s lucernou a cibulovou bání. Stěny věže jsou pokryty šindelem. Zvonové patro je šalováno deskami, ve kterých jsou ozdobně vyřezaná zvonová okna. Původní zvony z 18. století se nedochovaly. Nové byly pořízeny v sedmdesátých letech 20. století. Kolem obvodu stěn kostela jsou soboty.

### Interiér
Loď a kněžiště je zaklenuta zploštělou valenou klenbou, sakristie má trámový strop. Kněžiště od lodi je odděleno vítězným obloukem s eliptickým zakončením. V západní části lodi je na dvou sloupech umístěná kruchta se zdobeným zábradlím. Varhany na kruchtě pochází z roku 1847 a vyrobil je varhanář Johann Havel z Pyskowic. Pozdně renesanční hlavní oltář z roku 1670 s obrazem svaté Marie Magdalény kostela od malíře Jana Fahnortha v roce 1849 má dvě pozdně gotické plastiky svaté Kateřiny a svaté Barbory, které pochází pravděpodobně z období kolem roku 1500. K nejstaršímu vybavení patří barokní ambon s figurami čtyř Evangelistů z druhé poloviny 17. století a kropenky na svěcenou vodu, které daroval kostelu Vojtěch (Adalbert) Holly, z roku 1657. Eklektické boční oltáře pochází z roku 1870 a jsou v nich umístěny obrazy Panny Marie na evangelní straně a svatého Antonína Poustevníka na epištolní straně. Při průzkumu kostela v rámci rekonstrukce (2008) byly objeveny výmalby stěn lodi a stropu kněžiště z období 18. století.

## Okolí kostela
- Kolem kostela se rozprostírá historický hřbitov s náhrobky z 19. a začátku 20. století významných církevní osobností, šlechticů a majitelů obce. Jsou zde dva kamenné kříže z roku 1878 a 1874 a dva litinové kříže z roku 1845 a 1848.

- Na území hřbitova rostou mohutné lípy a památný strom  – dub letní, který má v obvodu 460 cm.

- Území kolem kostela a hřbitova je ohrazeno kamennou zdí, která je krytá šindelovou sedlovou stříškou, v jižní části je zpevněna příporami. Ve zdi se dochovaly železné kruhy, do kterých byli ve středověku poutáni (za hrdlo nebo ruku) provinilci (hlavně za prostopášnost) vystaveni na posměch věřícím, kteří šli na mši do kostela. Kamenná zeď byla zapsána do seznamu památek pod číslem A/577/2019 ze dne 15. listopadu 2019.[6]

## Galerie

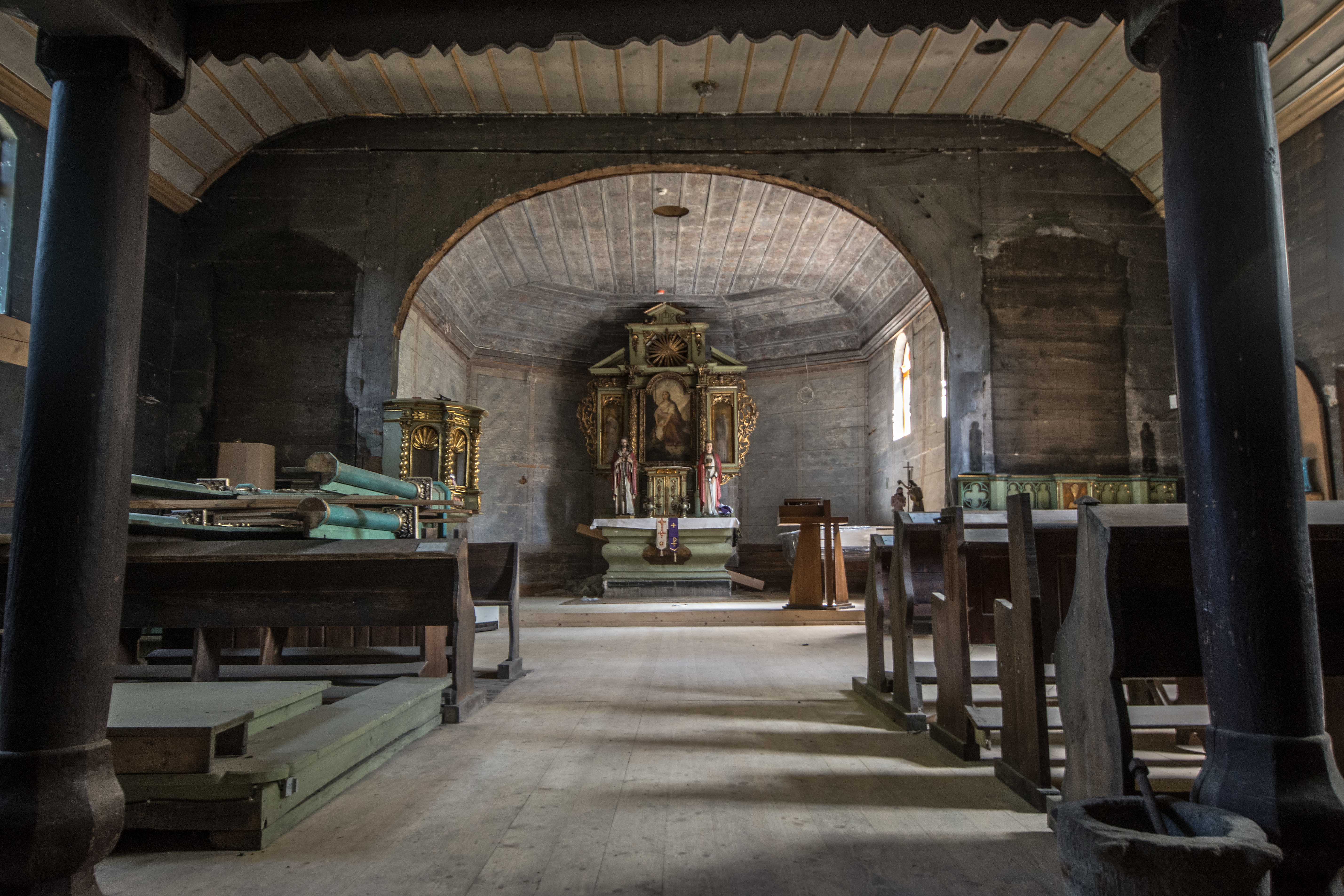
Loď
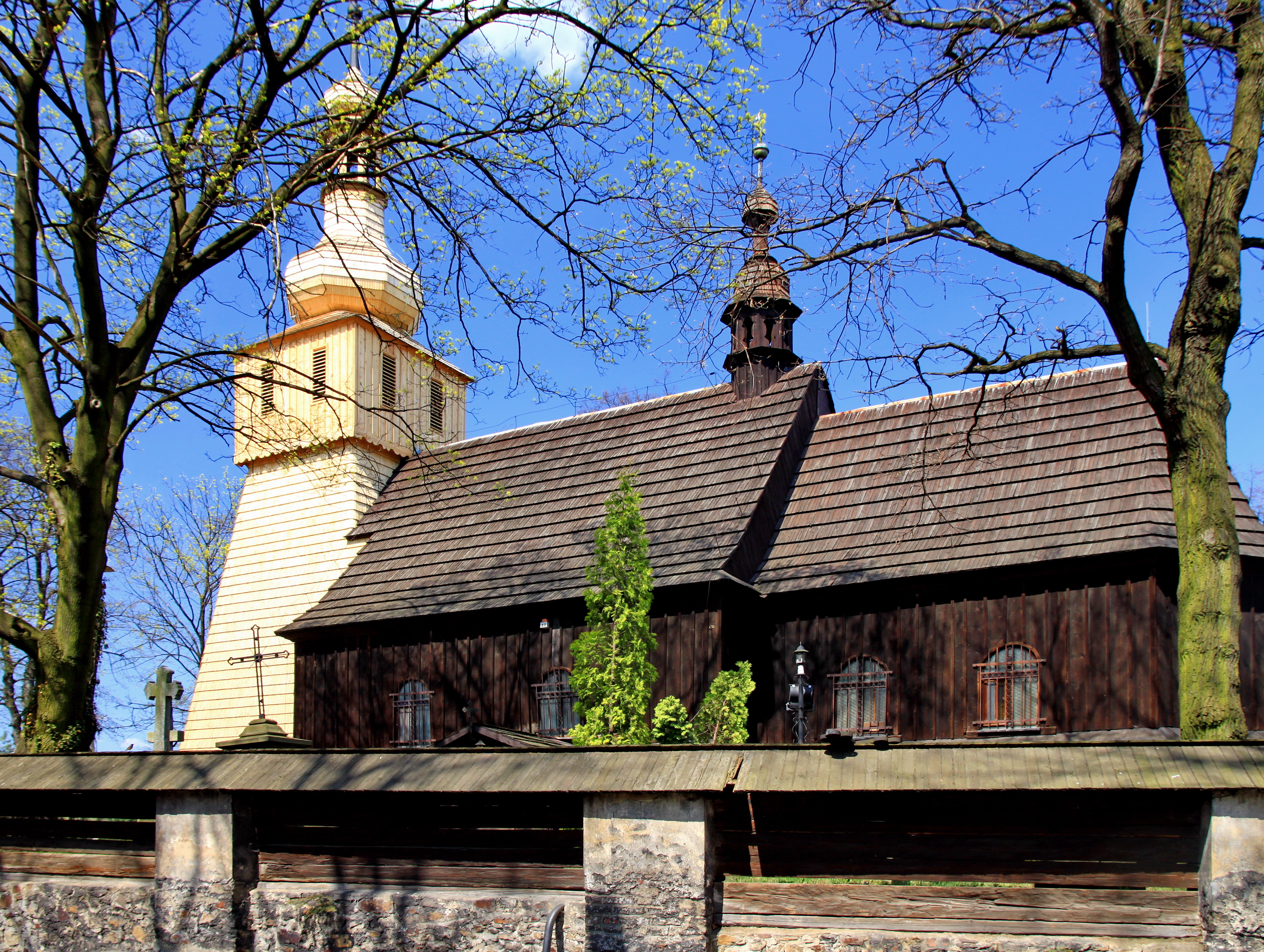
Kostel
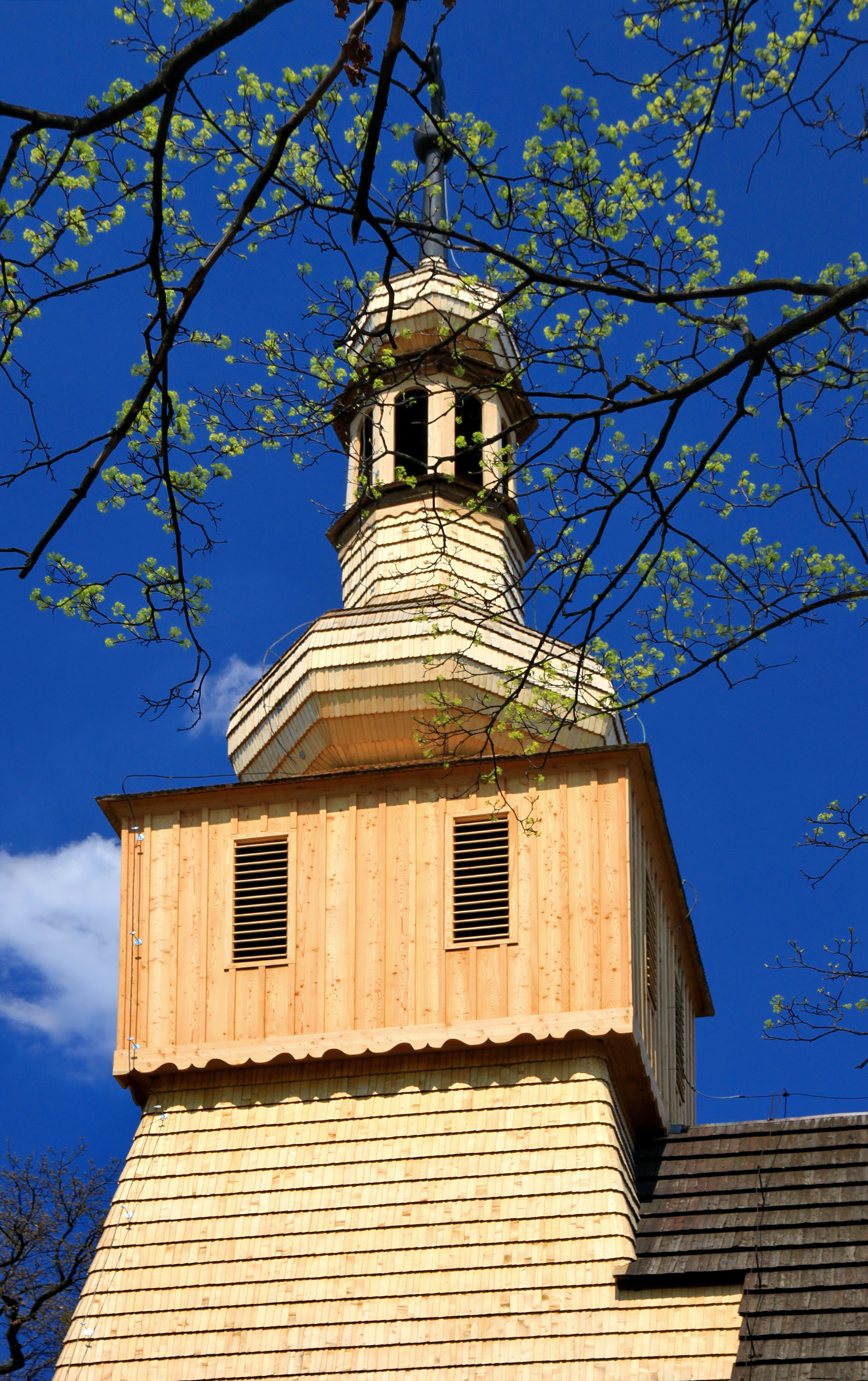
Zvonové patro s barokní helmicí